# Ицков, Юрий Леонидович
Ю́рий Леони́дович И́цков (род. 29 мая 1950, Москва) — советский и российский актёр театра и кино. Народный артист Российской Федерации (1999).

## Биография
Юрий Ицков родился 29 мая 1950 года в Москве в семье театрального режиссёра и сценографа, народного артиста Таджикской ССР и заслуженного артиста Узбекской ССР Леонида Николаевича Ицкова и актрисы Александры Ицковой.
В 1970 году окончил Дальневосточный государственный институт искусств во Владивостоке.
С 1971 по 1979 год работал актёром в Иркутском драматическом театре имени Н. П. Охлопкова. В 1979 году по приглашению режиссёра Артура Хайкина переехал в Омск и до 2001 года работал в Омском академическом театре драмы. Заключив в 1992 году контракт с режиссером Генрихом Барановским, принимал участие в спектаклях Берлинского Трасформтеатра и Варшавского театра Швецка. 
С 1996 по 2001 годы являлся председателем Омского отделения Союза театральных деятелей России.
С 2001 года — актёр Драматического театра на Васильевском (Санкт-Петербург). 
С 2022 года работает также в БДТ им. Товстоногова в качестве приглашённого артиста.
Снялся в ряде российских телевизионных сериалов.

## Роли в театре

### Иркутский драматический театр имени Н. П. Охлопкова
- 1971 — «Старший сын» А. В. Вампилова — Сильва
- 1971 — «Сирано де Бержерак» Э. Ростана — Поэт
- 1972 — «Затюканный апостол» А. Макаёнка — Малыш
- 1976-1977 — «Тревога» А. Петрашкевича — Закружный, алкоголик
- 1976-1977 — «Материнское поле» Ч. Айтматова — Бекташ
- 1976-1977 — «Макбет» У. Шекспира — Привратник
- 1970-е гг. — «Характеры» В. М. Шукшина
- 1970-е гг. — «Записки княгини Волконской» М. Сергеева — Пушкин
- 1970-е  — «Такси в течение получаса» Г. Рябкина — Андрей

### Омский академический театр драмы
- 1979 — «Мы, нижеподписавшиеся» А. Гельмана — Лёня Шиндин
- 1979 — «Белоснежка и семь гномов» Л. Устинова и О. Табакова — Егерь
- 1980 — «Девушка с ребенком» А. Яковлева — Сеня Перчаткин, телеграфист; Викентий Анисимович, участковый милиционер
- 1980 — «Село Степанчиково и его обитатели» Ф. Достоевского — Видоплясов Григорий
- 1981 — «Царская охота» Л. Зорина — Денис Фонвизин
- 1981 — «Бесприданница» А. Н. Островского — Карандышев
- 1982 — «Король Лир» У. Шекспира — Шут
- 1982 — «Нашествие» Л. Леонова — Федор Таланов
- 1982 — «Вверх по лестнице, ведущей вниз» Б. Кауфман — Джеймс Макхаби
- 1983 — «Легендарная личность» В. Левашова — Ткач
- 1984 — «Лекарь поневоле» Ж.-Б. Мольера — Сганарель
- 1984 — «Рядовые» А. Дударева — Буштец
- 1984 — «Смотрите, кто пришел» В. Арро — Кинг
- 1985 — «Проводим эксперимент» В. Черных и М. Захарова — Борис Костин
- 1986 — «Дети Арбата» А. Рыбакова — Сталин
- 1986 — «Последний посетитель» В. Дозорцева — Посетитель
- 1987 — «Вишневый сад» А. Чехова — Лопахин
- 1988 — «Афинские ночи» Аристофана и Еврипида — Блепир
- 1989 — «Тартюф» Ж.-Б. Мольера — Тартюф
- 1990 — «Униженные и оскорблённые» Ф. М. Достоевского — князь Волковский
- 1990 — «Московские кухни» Юлия Кима — Помощник
- 1991 — «Наш городок» Торнтона Уалдера — доктор Гиббс
- 1992 — «Балкон» Жана Жене — Жорж
- 1993 — «Заколдованный портной» Шолом-Алейхем — Шимен-Эле
- 1994 — «Человек, животное и добродетель» Луиджи Пиранделло — синьор Паолино
- 1994 — «Натуральное хозяйство в Шамбале» Алексея Шипенко — Бонапарт
- 1995 — «Венецианские близнецы» Карло Гольдони — Панкрацио
- 1995 — «А на небе радуга…» Юлия Кима — Кащей
- 1996 — «Три сестры» А. П. Чехова — Чебутыкин
- 1996 — «Про ёлку у Ивановых» А. Введенского — Главный врач
- 1997 — «Живой труп» Л. Н. Толстого — Князь Абрезков
- 1997 — «Волки и овцы» А. Н. Островского — Вукол Наумович Чугунов
- 1998 — «Церемония зари» К. Фуэтнос — Моктесума Хокойцин
- 1998 — «Голодранцы-аристократы» Эдуардо Скарпетта — Гаэтано
- 1998 — «Академия смеха» К. Митани — Сакисака
- 1999 — «Происшествие, которого никто не заметил» Александра Володина — Автор

### Театр сатиры на Васильевском
- 2001 — «Безумный день, или Женитьба Фигаро» Бомарше — Бартоло
- 2001 — «Ариадна» Марины Цветаевой — Царь Минос
- 2001 — «Академия смеха» К. Митани — Сакисака
- 2001 — «Мое загляденье» А. Арбузов — Аким Листиков
- 2001 — «Последняя жертва» А. Островский — Салай Салтаныч
- 2002 — «Вертепъ» Фёдора Сологуба — Передонов
- 2002 — «Сила привычки» Т. Бернхард — Карибальди
- 2004 — «Король Лир» Шекспир— Лир
- 2005 — «Ночь перед Рождеством» Н. В. Гоголя — Дьяк
- 2007 — «Саранча» Б. Срблянович — Г-н Симич
- 2008 — «Курс лечения» Я. Глэмбский — Врач
- 2009 — «Салемские колдуньи» А. Миллер — Дэнфорт
- 2011 — «Дети солнца» М. Горький — Борис Николаевич Чепурной
- 2015 — «Одинокие» Г. Гауптман — Фокерат
- 2016 — «Ромул Великий» Ф. Дюрренматт — Ромул Августул
- 2018 — «Мещане» М. Горький — Бессеменов Василий Васильевич
- 2021 — «Августовские киты» Д. Берри  — Николас Маранов

### Большой драматический театр имени Товстоногова
- 2022 — «Материнское сердце» по рассказам В. Шукшина — Филипп

### Другие театры
По приглашению польских коллег Юрий Ицков некоторое время работал в Варшаве, где был занят в спектаклях:
- Ф. Кафка, «Замок» (6 различных персонажей) — проект варшавского театра «Шведска», режиссёр Г. Барановский
- Г. Ибсен, «Привидения» (Пастор Мандерс) — проект варшавского театра «Малый»

## Роли в кино
- 1978 — До последней капли крови (Польша)
- 2002 — Любовь императора — Шубалов
- 2002 — Время любить —
- 2002 — Убойная сила 4 — Немов
- 2002 — Тайны следствия 2 — Леонид Васильевич, этнограф
- 2003 — Линии судьбы
- 2003 — Чужое лицо
- 2004 — Сисси, мятежная императрица — Луккени
- 2005 — Бандитский Петербург. Фильм 7. Передел — Валентин Иванович Лосев, красноярский вор в законе «Сохатый»
- 2005 — Брежнев — майор
- 2005 — Винтовая лестница — Фёдор Федякин
- 2005 — Время собирать камни — председатель колхоза
- 2005 — Итальянец — директор детского дома
- 2005 — Нелегал
- 2005 — Принцесса и нищий
- 2005 — Фаворит — Степан Шешковский
- 2006 — Терминал — Валентин Иванович Лосев («Сохатый»)
- 2006 — Голландский пассаж — Валентин Иванович Лосев («Сохатый»)
- 2006 — Викинг — Михалыч
- 2006 — Рататуй — Шпицель
- 2006 — Свой-чужой — Ермилов
- 2006 — Секретная служба Его Величества — Кулебяко Прохор Кузьмич, сыщик
- 2006 — Перегон — Свист, политрук
- 2007 — 18-14 — граф Алексей Андреевич Аракчеев
- 2007 — Расплата — Валентин Иванович Лосев, вор в законе «Сохатый»
- 2007 — Белая ночь, нежная ночь — отец Кати
- 2007 — Группа «Зета» — полковник Взоров
- 2007 — Мушкетёры Екатерины — граф Бецкой
- 2007 — Суженый-ряженый — капитан милиции
- 2008 — Игра — Сергей Данилович, переговорщик
- 2008 — Каменская 5 — Николай
- 2008 — Малая Москва — политрук
- 2008 — Ответь мне… — Уткин
- 2008 — Тот, кто гасит свет — Сергей Заславский, маньяк-имитатор
- 2009 — Адмиралъ (сериал) — Генерал Лавр Георгиевич Корнилов
- 2009—2010 — Гаишники 2 — Клёнов
- 2010 — Последняя встреча — Роберт
- 2010 — Перемирие — Сан Саныч, дядя Егора Матвеева
- 2010 — Военная разведка. Западный фронт — Василь
- 2010 — Лиговка — Викентий Романович Гурский, осуждённый бывший сотрудник охранки
- 2011 — Небесный суд — Август Карлович Рильке, хранитель тел
- 2011 — Наследница — Фидель Иванович Громов, бухгалтер на пенсии
- 2011 — Чистая проба (серии № 5-8) — Пётр Вениаминович
- 2011 — Дорогой мой человек — Николай Богословский, главврач районной больницы
- 2011 — 2012 — ППС (серия № 17) — Авдеев
- 2012 — Кома — Илья Ильч Коновалов («Плюшкин»)
- 2012 — Белая гвардия — Василиса (Василий Иванович Лисович), сосед Турбиных
- 2012 — Служу Советскому Союзу! — «Одесса», пахан
- 2013 — Шаман — Дмитрий Архипович Шнуров («Дед»)
- 2013 — Роль — Валерьян Семёнович Одинцов, контрабандист
- 2013 — Майор полиции (сериал)
- 2014 — Старое ружьё — Михей
- 2014 — Фронт — Трохин
- 2014 — Иные — Леонид Семёнович Хинштейн
- 2014 — Григорий Р. — Антип Душегуб, отшельник
- 2014 — Сердце ангела — Дмитрий Валентинович Ильинский, полковник полиции
- 2014 — Профессионал — Всеволод Иванович Сухой
- 2015 — Петля Нестерова — Виктор Петрович Королёв, генерал-майор, заместитель начальника УБХСС
- 2015 — Следователь Тихонов — Ной Маркович Халецкий, эксперт-криминалист МУРа
- 2015 — Погоня за прошлым — Александр Николаевич Журавлёв, отец Варвары
- 2016 — Так сложились звёзды — Константин Устинович Черненко
- 2016 — Контрибуция — Грибушин, купец 1-й гильдии
- 2016 — Шакал — Михаил Владимирович Подколзин, бандит
- 2016 — Консультант — Сергей Владимирович Шестак, областной прокурор
- 2017 — Время первых — Борис Евсеевич Черток, советский учёный-конструктор
- 2017 — Три дня до весны — Савинов, директор института микробиологии
- 2017 — Личность не установлена — Евгений Иванович Горчуков, криминалист
- 2017 — Доктор Рихтер — Виктор
- 2017 — Хармс — Сно
- 2017—2025 — Ивановы-Ивановы — Виктор Алексеевич Иванов / преступник по кличке «Пеницилин» (4 сезон)
- 2017 — Крылья империи — Василий Васильевич Андреев, руководитель оркестра русских народных инструментов
- 2018 — Танки — «Батя», руководитель белогвардейского центра
- 2018 — Знахарь — Василий Константинович
- 2018 — Конная полиция — дед Макса
- 2019 — Кумир — лжесвидетель Короткевич
- 2019 — Цыплёнок жареный — Макар Николаевич
- 2019 — Алекс Лютый — Пётр Наумович Сомов, генерал-лейтенант, начальник спецотдела МВД СССР по розыску военных преступников (в 1975 году)
- 2020 — Агеев — Михаил Каплан
- 2020 — Дайвер — Гаврилыч
- 2020 — Женская версия. Такси зеленый огонек — Пётр Семёнович Тимошкин
- 2020 — Осторожно, дети! — дед Рябина
- 2021 — МУР-МУР — Василий Васильевич, завхоз в отделении милиции
- 2021 — Алиби — Вадим Васильевич Леденёв
- 2022 — Ловец снов — Михаил Михайлович Нашенский, полковник полиции
- 2022 — Я любила мужа — Сергей Ефимович
- 2022—2023 — Анна Медиум — Анатолий Борисович Юшкевич
- 2023 — Артист с большой дороги — Семён
- 2023 — Балет — Николай Павлович
- 2023 — Ивановы-Ивановы. Новогодние каникулы — Виктор Алексеевич Иванов, отец Алексея
- 2023 — Императрицы — Остерман
- 2023 — Пять процентов — Фролыч, бомж с Васильевского острова
- 2024 — В баню! — Иван Викторович, тренер по банному мастерству
- 2024 — 10 дней до весны — дед Тимофей
- 2024 — Горький 53 — Охота
- 2024 — Тайны следствия 24 — Вор в законе «Молчун»

## Озвучивание
- 2011 — Отель «Мэриголд». Лучший из экзотических — Норман Казнс (Рональд Пикап)
- 2014 — Отель «Гранд Будапешт» — пожилой Зеро Мустафа (Ф. Мюррэй Абрахам)
- 2014 — Боги — профессор Ян Молль (Владислав Ковальский)
- 2015 — Золушка — король (Дерек Джекоби)
- 2015 — Отель «Мэриголд». Заселение продолжается — Норман Казнс (Рональд Пикап)
- 2016 — Другой мир: Войны крови — Томас (Чарльз Дэнс)

## Признание

### Государственные награды
- 1987 — почётное звание «Заслуженный артист РСФСР» — за заслуги в области искусства.
- 1999 — почётное звание «Народный артист Российской Федерации» — за большие заслуги в области искусства[1].
- 2016 — Медаль ордена «За заслуги перед Отечеством» II степени — за большие заслуги в развитии отечественной культуры и искусства, многолетнюю плодотворную деятельность[4].

### Общественные награды и премии
- 1994 — лауреат премии имени народного артиста СССР А. И. Щёголева первого Омского смотра-конкурса на лучшую актёрскую работу — за роль синьора Паолино в спектакле Омского академического театра драмы «Человек, животное, добродетель» по пьесе Луиджи Пиранделло[5].
- 1999 — приз «За лучшую мужскую роль» IX международного театрального фестиваля «Балтийский дом» — за роль цензора Сакисаки в спектакле «Академия смеха» на сцене Омского академического театра драмы[6].
- 2005 — приз «За лучшую работу взрослого в детском кино» XII Минского международного кинофестиваля «Лістапад»[7].